# Marius Mayrhofer
Marius Mayrhofer   (Tübingen, 18 de setembre de 2000) és un ciclista alemany, professional des del 2022. Actualment corre a l'equip Tudor Pro Cycling Team.
Mayrhofer s'inicià en la BTT abans de passar al ciclisme de carretera quan tenia 14 anys. El 2017 guanyà el Campionat d'Alemanya en ruta júnior, per a menors de 19 anys. El 2018 guanyà la medalla de plata al Campionat del món de ciclisme en ruta júnior, rere el belga Remco Evenepoel. El 2019 signà contracte per l'equip Sunweb Development, filial del Team Sunweb.
En el seu palmarès destaca la Cadel Evans Great Ocean Road Race de 2023.

## Palmarès
- 2017
  -  Campió d'Alemanya en ruta júnior
  - Vencedor d'una etapa a la Volta a l'Alta Àustria júnior
- 2018
  - 1r al Gran Premi Bob Jungels
  - 1r al Trofeu Comuna de Vertova
  - Vencedor de 2 etapes a la Cursa de la Pau júnior
  - Vencedor d'una etapa a la Volta a l'Alta Àustria júnior
- 2023
  - 1r a la Cadel Evans Great Ocean Road
- 2025
  - Vencedor d'etapa a la Boucles de la Mayenne

### Resultats al Giro d'Itàlia
- 2023. 74è de la classificació general
- 2024. no surt a la 10a etapa

### Resultats al Tour de França
- 2025. 83è de la classificació general